# 플러쉬 (2006년 영화)
플러쉬(영어: Flushed Away)는 아드먼 애니메이션에 의해 2006년 개봉된 애니메이션 영화이다.

## 줄거리
로디 세인트 제임스는 켄징턴의 큰 아파트에 사는 애지중지 길러지는 애완 래트이다. 어느 날 밤, 주인들이 휴가를 간 사이 시드라는 이름의 하수도 쥐가 싱크대 배수구에서 나와 머물며 2006년 FIFA 월드컵 결승전을 보려고 한다. 로디는 시드를 자쿠지-브랜드 변기에 물을 내려 없애려고 시도하며, 그것이 실제 자쿠지라고 거짓말하지만 시드는 속지 않고 오히려 로디를 물에 내린다.
로디는 다양한 잡동사니로 만들어진 하수도 도시인 랫트로폴리스에 도착하고, 그곳은 런던과 흡사하다. 그는 충실한 보트인 재미 닷저로 배수구를 오가며 일하는 수완 좋은 수집가 리타 말론을 찾아가라고 듣는다. 리타가 원래 아버지에게서 가져온 귀중한 루비를 다시 훔쳤기 때문에 로디와 리타는 스파이크와 와이티라는 쥐들에게 납치되어 두꺼비의 보스 앞에 끌려간다. 두꺼비는 로디와 리타를 액체 질소로 얼릴 계획이지만, 두 사람은 탈출한다. 리타는 루비와 랫트로폴리스의 하수도 수문을 제어하는 데 필요한 독특한 전기 마스터 케이블을 가져간다.
로디는 루비가 가짜임을 알아채고 쉽게 부숴버려 리타를 화나게 한다. 로디는 리타에게 자신을 켄징턴으로 데려다주면 진짜 루비를 주겠다고 제안하고, 리타는 동의한다. 두 사람은 먼저 리타의 가족을 방문한 다음 출발한다. 로디가 머무는 동안, 그는 리타가 자신을 두꺼비에게 팔아넘기려 한다고 믿게 만드는 대화를 엿듣고, 거래를 취소하고 재미 닷저를 훔친다. 리타가 그를 따라잡자, 그녀는 오해를 풀고 스파이크, 와이티, 그리고 그들의 공범자들의 추격을 피한다.
부하들의 계속되는 실패에 격분한 두꺼비는 프랑스 사촌 르 프로그를 부른다. 두꺼비는 찰스 3세의 가장 좋아하는 어린 시절 애완동물이었지만 갑자기 쥐로 대체되어 변기에 버려진 후 설치류를 증오하게 되었다는 것이 밝혀진다. 르 프로그와 그의 부하들은 케이블을 되찾기 위해 로디와 리타를 가로채지만, 두 사람은 하수구 배수구에서 로디의 아파트로 다시 탈출하는 데 성공하지만 재미 닷저는 파괴된다.
로디는 리타에게 약속했던 루비와 새로운 재미 닷저를 만들 에메랄드를 지불한 다음 그녀에게 자신의 아파트를 보여준다. 그녀는 처음에는 그에게 가족이 있다고 생각하지만 그의 새장을 발견하고 그가 애완동물이며 혼자임을 깨닫는다. 리타는 로디에게 자신과 함께 가자고 설득하려 하지만, 그는 너무 자존심이 세서 자신의 외로움을 인정하지 못하고 그녀를 거부한다. 리타는 변기를 통해 아파트를 떠나지만 납치되고, 두꺼비는 마스터 케이블을 되찾는다. 로디는 시드와 함께 경기를 본다. 시드가 하프타임을 언급하자 로디는 두꺼비의 계획을 조합해낸다: 월드컵 하프타임 동안, 모든 인간들이 변기를 가장 많이 사용할 때 수문을 열어 뒤따르는 엄청난 양의 배수 물결이 랫트로폴리스를 파괴하게 하고, 두꺼비가 인구가 없는 도시를 자신의 올챙이 새끼들을 위한 집으로 사용하게 하는 것이다. 로디는 시드에게 자신의 집과 편안한 지위를 맡기고 시드에게 자신을 다시 하수도로 흘려보내게 한다. 그는 리타를 풀어주고, 함께 두꺼비와 르 프로그의 혀가 움직이는 톱니바퀴에 달라붙게 하고 액체 질소로 배수 물결을 얼려 두꺼비와 그의 부하들을 물리친다. 영웅으로 칭송받은 로디는 리타와 함께 랫트로폴리스에 머물기로 동의한다. 곧이어, 두 사람과 리타의 가족은 재미 닷저 II를 타고 출발한다.
크레딧 중간 장면에서, 로디 주인들의 딸인 타비타가 소파에서 시드를 발견하자, 그녀는 그들의 새로운 고양이를 소개하고, 이는 그를 공포에 질리게 한다.

## 출연진
- 이선 - 리타(케이트 윈즐릿)
- 정준호 - 로디(휴 잭맨)
- 이종구 - 두꺼비경(이언 매켈런)
- 김환진 - 시드(셰인 리치)
- 정운택 - 스파이크(앤디 서키스)
- 정웅인 - 화이티(빌 나이)
- 김상중 - 개굴레옹(장 레노)

기타배역: 차정호, 김철한, 정승욱, 김태경, 조진숙, 이진학, 최재익, 이봉준, 한호웅, 임은정, 전광주, 나수란, 전해철, 류다무현, 강대욱, 서문석, 김규식, 신소이, 김미랑 & 전병곤